# Раков (Брянская область)
Раков — хутор в Погарском районе Брянской области в составе Вадьковского сельского поселения.

## География
Находится в южной части Брянской области на расстоянии приблизительно 4 км на восток-северо-восток по прямой от районного центра города Погар, северо-восточнее поселка Вадьковка.

## История
Основан в середине XX века. На карте 1941 года на северо-восточной окраине нынешнего хутора показан посёлок Искра с 11 дворами, входивший в Стеченский сельсовет и исключённый из учётных данных в 1976 году.

## Население
Численность населения: 19 человек (русские 100 %) в 2002 году, 8 в 2010.